# Richard Beeger
Kurt Richard Beeger (* 2. Mai 1852 in Löbau; † 22. Dezember 1929 in Dresden) war ein höherer sächsischer Staatsbeamter. Er war Amtshauptmann, Geheimer Rat und Präsident der Königlich Sächsischen Brandversicherungskammer.

## Leben und Wirken
Nach dem Besuch der Fürstenschule S. Afra in Meißen von 1867 bis 1873 und seiner Militärzeit 1873 bis 1874 beim 107. Infanterieregiment in Leipzig studierte er an den Universitäten Leipzig und Greifswald Rechtswissenschaft. Nach zehnmonatlicher Beschäftigung beim Amtsgericht Löbau wurde er 1879 zum Referendar der Polizeidirektion in Dresden ernannt und verblieb bei dieser Behörde auch als Assessor und Polizeirat bis zu seiner Ernennung zum Regierungsrat und gleichzeitigen Versetzung an die Kreishauptmannschaft Zwickau 1893. 
Am 1. Juni 1896 wurde er zum Amtshauptmann der Amtshauptmannschaft Auerbach im Vogtland ernannt und wechselte zum 1. September 1905 als Oberregierungsrat zur Kreishauptmannschaft Dresden. Zum 1. April 1907 erfolgte seine Beförderung zum Geheimer Regierungsrat und Vertreter des Kreishauptmanns der Kreishauptmannschaft Bautzen.
Mit Wirkung vom 1. April 1911 wurde er Präsidenten der Brandversicherungskammer ernannt und trat als solcher am 1. Juni 1920 in den Ruhestand. Bekannt wurde er u. a. durch ein Einführung der Pferderückversicherung. 1929 starb er in Dresden.